# Prascovia Saltykova
Pour les articles homonymes, voir Saltykova.
Titre
Tsarine de Russie
Prascovia Feodorovna Saltykova (en russe : Прасковья Фёдоровна Салтыкова), née le 12 octobre 1664 et morte le 13 octobre 1723 à Saint-Pétersbourg, est tsarine  de Russie comme épouse d'Ivan V de 1684 à 1696. Elle est la mère d'Anne Ire. Elle joue un rôle important à la cour russe entre 1698 et 1712.

## Biographie
Elle est la fille de Féodor Petrovich Saltykov et d'Anna Mikhailovna Tatichtcheva. Comme le veut alors la tradition, elle est choisie comme épouse par le tsar lors d'une cérémonie traditionnelle parmi les candidates qui défilent devant lui. C'est la dernière fois qu'une tsarine est choisie de cette manière. Ivan et Prascovia ont cinq filles. Une d'entre elles, Anne, monte sur le trône en 1730. Une autre, Catherine, est la mère de la régente Anna Leopoldovna.
Après la mort d'Ivan V, Prascovia vit entre Moscou et Saint-Pétersbourg et entretient une liaison avec le boyard Vassili Youchkov. Elle a un grand respect pour son beau-frère, Pierre Ier. Le tsar ayant répudié son épouse et n'ayant aucun endroit pour accueillir les visiteurs étrangers, c'est Prascovie qui tient le rôle de tsarine et d'hôtesse en hébergeant la cour de Russie dans son palais. Bien qu'éduquée selon les vieilles traditions russes, elle comprend vite la nécessité des réformes et élève ses filles selon la mode occidentale, avec la bénédiction du tsar.

## Descendance
- Marie Ivanovna (1689–1692) ;
- Feodosia Ivanovna (1690–1691) ;
- Catherine Ivanovna de Russie (1691–1733) ;
- Anne Ire Ivanovna (1693–1740) ;
- Prascovie Ivanovna (1694–1731).